# El tren de les 4.50
El tren de les 4.50 és una novel·la detectivesca de l'escriptora britànica Agatha Christie publicada el novembre de 1957. Collins Crime Club la publicà al Regne Unit amb el títol 4.50 from Paddington i Dodd, Mead and Company als Estats Units amb el títol What Mrs McGillicuddy Saw!

## Resum
La senyora Elspeth McGillicuddy va a visitar la seva amiga Jane Marple després d'un dia de compres de Nadal. El seu tren es creua amb un altre tren que va paral·lel i en la mateixa direcció que el seu. Aleshores, la cortina d'un dels compartiments va voleiar i li deixa veure un home d'esquena estrangulant una dona. Ella ho informà a un revisor escèptic que en trasllada la informació i quan arriba a la casa de la senyoreta Marple, li ho explica tot. La senyora McGillicuddy descriu que la dona moribunda tenia els cabells rossos i portava un abric de pell de color marró clar i l'home era alt i fosc, tot i que només li veia l'esquena. Miss Marple la creu, ja que coneix la seva amiga i sap que és fiable. Com que a cap dels diaris de l'endemà no hi surt cap notícia al respecte, Miss Marple es proposa determinar on és el cos. Amb un bon mapa i diversos viatges amb tren, sent l'efecte d'un revolt pronunciat sobre els passatgers dempeus i determina que el cos es troba als terrenys de Rutherford Hall. Miss Marple envia Lucy Eyelesbarrow, una jove cuinera professional i mestressa, a treballar a Rutherford Hall per trobar el cos.
Luther Crackenthorpe és un vidu semi-invàlid que viu a Rutherford Hall amb la seva filla Emma. El pare de Luther, Jeriah Crackenthorpe, va escriure un testament on va deixava la seva propietat al seu net gran, mentre Luther gaudia del fideïcomís de la finca i rebia una pensió vitalícia. Després de la mort de Luther, el capital s'ha de dividir a parts iguals entre els seus fills.
Edmund, el fill primogènit, va morir durant la Segona Guerra Mundial. La filla menor Edith («Edie»), va morir quatre anys abans que comencés la novel·la, deixant un fill, Alexander. Els fills restants són Cedric, un pintor bohemi resident a Eivissa; Harold, un home de negocis casat a la City; Alfred, que es dedica a negocis tèrbols; i Emma. A l'entorn familiar també s'hi inclouen el pare d'Alexander, Bryan Eastley; l'amic de l'escola d'Alexander, James Stoddart-West; i el metge local Dr. Quimper, que té cura de Luther i està enamorat d'Emma.
Lucy Eyelesbarrow utilitza la pràctica del golf com una forma de buscar pistes pels terrenys de Rutherford Hall. Eyelesbarrow descobreix la pell de l'abric de pell d'una dona enganxat en un arbust i una polvorera barata. Després els porta a Miss Marple, que creu que l'assassí ho sabia tot sobre Rutherford Hall, va treure el cos del terraplè on havia caigut del ferrocarril, va conduir un cotxe fora del recinte durant la nit i va amagar el cos. Més endavant, Eyelesbarrow troba el cos de la dona amagat en un sarcòfag antic al graner llarg on hi ha situada la col·lecció d'antiguitats de dubtosa qualitat artística de Luter.
La policia, dirigida per l'inspector Craddock, identifica la roba de la víctima com a comprada a París però és incapaç d'identificar la víctima. L'Emma ensenya a la policia dues cartes, una del seu germà poc abans de morir en la retirada a Dunkerque, i una altra rebuda unes setmanes abans que es trobi el cos de la dona. El seu germà va dir que es casaria amb una dona anomenada Martine. La carta recent semblava ser de Martine, que volia connectar amb la família del pare del seu fill. No hi va haver una segona carta, ni una reunió amb Martine. La policia conclou que el cos del sarcòfag és el de Martine fins que Lady Stoddart-West, mare de James, revela la seva identitat. Ella confirma que la carta d'Edmund parlava d'ella, però ell va morir abans que es poguessin casar. Ho explicà només perquè el seu fill li va parlar de la carta suposadament de Martine.
Tota la família, a part dels absents Bryan i Alexander, es posa malalt de sobte, i Alfred mor. Més tard, es troba que el curri fet per Lucy el dia fatídic conté arsènic. Uns dies més tard, Harold, després de tornar a casa a Londres, rep un lliurament de pastilles del doctor Quimper, que li havia dit que no en prengués més. Harold se les pren i mor mentre Lady Alice, la seva dona, el mira prenent les pastilles que contenien aconitina.
La Lucy organitza una visita de te a la tarda a Rutherford Hall per a la senyoreta Marple i la senyora McGillicuddy. Miss Marple encarrega a la senyora McGillicuddy que demani utilitzar el lavabo tan bon punt arribin. Miss Marple menja un sandvitx de pasta de peix quan comença a sufocar-se amb una espina de peix. El doctor Quimper es mou per ajudar-la. La senyora McGillicuddy entra a l'habitació en aquell moment, veu les mans del metge a la gola de la senyoreta Marple i crida: «Però si és ell! […] És l'home del tren…»
La senyoreta Marple es va adonar que la seva amiga reconeixeria el veritable assassí si el tornava a veure en una posició semblant. La dona morta era la dona d'en Quimper, que no es volia divorciar d'ell, així que la va matar per poder casar-se amb l'Emma. Després de la separació dels Quimper, es va unir a un grup de ballet com Anna Stravinska. El pla d'en Quimper era matar els germans d'Emma per no haver de compartir l'herència.
Va enverinar la gerra de còctel, no el sopar, i va afegir arsènic a la mostra de curri que va prendre abans de lliurar-la per a la prova. Va afegir una segona dosi d'arsènic al te d'Alfred. Va enviar les pastilles enverinades a Harold. Finalment, Miss Marple diu a la senyora McGillicuddy i a l'inspector Craddock que Luther Crackenthorpe podria morir aviat, que l'Emma superaria aviat la relació amb el metge assassí i que aviat hi hauria campanes de casament per a Lucy, tot i que refusa revelar la identitat del nuvi que és òbvia per a Miss Marple.

## Personatges
- Miss Marple: detectiva i protagonista de la novel·la.
- Elspeth McGillicuddy: testimoni de l'assassinat i amiga de Miss Marple.
- Lucy Eyelesbarrow: És una cuinera hàbil i una mestressa enèrgica amb una bona reputació i una llista de clients excel·lent. És contractada per Mis Marple per buscar el cos a Rutherford Hall.
- David West: treballa a British Railways i ajuda a Miss Marple a saber quin és el tren des d'on la senyora McGillicuddy va presenciar l'assassinat i on es va cometre aquest. És el segon fill del nebot de Miss Marple, Raymond West.
- Luther Crackenthorpe: vidu gran i propietari de Rutherford Hall, molt avar des que va morir el seu pare.
- Cedric Crackenthorpe: fill de Luther, pintor bohemi resident a Eivissa. Com a fill gran supervivent, heretarà Rutherford Hall i les terres circumdants quan mori el seu pare.
- Harold Crackenthorpe: fill de Luther, home de negocis casat a la City de Londres, sense fills.
- Lady Alice Crackenthorpe: dona de Harold, filla d'un comte empobrit.
- Alfred Crackenthorpe: fill de Luther, sense feina habitual i vinculat a activitats il·legals.
- Emma Crackenthorpe: filla de Luther que viu a casa amb ell i en té cura.
- Bryan Eastley: vidu d'Edith Crackenthorpe, la filla menor de Luther.
- Alexander Eastley: fill d'Edith i Bryan. Ve a Rutherford Hall durant les vacances escolars.
- James Stoddart-West: amic d'escola d'Alexander.
- Lady Stoddart-West: mare de James, i promesa en temps de guerra del difunt Edmund Crackenthorpe.
- Dr. Quimper: metge de capçalera de Luther.
- Detectiu-inspector Dermot Craddock: fillol de Sir Henry Clithering (Craddock va aparèixer anteriorment a S'anuncia un assassinat i a Els tretze problemes).
- Armand Dessin: inspector de la prefectura de París que ajuda a Craddock en la investigació. Concretament, anomena una persona desapareguda, una bona dona catòlica que va deixar el seu grup de ballet a Anglaterra, i des d'aleshores no ha estat vista pels del Ballet Maritski.
- Anna Stravinska: Ballarina del Ballet Maritski de París, que va fer una gira a Anglaterra durant sis setmanes abans de Nadal. Va deixar la companyia a Anglaterra el 19 de desembre. És el nom artístic de la dona del Dr. Quimper, que va morir el 20 de desembre per estrangulació.
- Madame Joliet: Directora del Ballet Maritski de París.